# Ⱶ
Cette page contient des caractères spéciaux ou non latins. S’ils s’affichent mal (▯, ?, etc.), consultez la page d’aide Unicode.
Ne doit pas être confondu avec Hêta ‹ Ͱ ›.
Ⱶ (minuscule ⱶ), appelée moitié de H, est une lettre additionnelle utilisée en latin à l’époque claudienne au Ier siècle.

## Utilisation
La moitié de H fait partie des lettres claudiennes, portant ce nom car elles ont été inventées par Claude au Ier siècle. Elle représentait une voyelle entre i et u ([ɨ] ou [ʉ]).
Une forme similaire du E est aussi utilisée dans certains manuscrits latins.

## Représentation informatique
La moitié de H peut être représenté avec les caractères Unicode (formes numérales) suivants :
| formes    | représentations | chaînes de caractères | points de code | descriptions                        |
| --------- | --------------- | --------------------- | -------------- | ----------------------------------- |
| capitale  | Ⱶ               | Ⱶ                     | U+2183         | lettre majuscule latine moitié de h |
| minuscule | ⱶ               | ⱶ                     | U+2184         | lettre minuscule latine moitié de h |